# Néda Zoltán
Néda Zoltán (Kolozsvár, 1964. április 14. –) romániai magyar fizikus, egyetemi tanár, a Magyar Tudományos Akadémia külső tagja, Néda Árpád és Néda Ágnes fia.

## Élete és pályafutása
1982-ben érettségizett a Báthory István Elméleti Líceumban. 1987-ben végezte el a fizika szakot a kolozsvári Babeș–Bolyai Tudományegyetemen, majd a Bukaresti Tudományegyetemen szerzett mesteri fokozatot a polimerek fizikája területén. 1988-1990 fizikusként dolgozott a pitești-i Nukleáris Reaktorok Intézetben (Institutul pentru Reactori Nucleari). 1994 óta a kolozsvári egyetemen tanít, az Elméleti és Számítógépes Fizika Tanszéken. 1994-ben védte meg Monte Carlo módszerek a mágneses rendezettség vizsgálatára című doktori értekezését.
Vendégkutatóként illetve vendégprofesszorként dolgozott Norvégiában, Magyarországon, az Amerikai Egyesült Államokban, Portugáliában.
2004-ben a Román Akadémia Ştefan Procopiu-díjával tüntették ki. 2007-ben az MTA külső tagjává választották. 2017 és 2020 között a Kolozsvári Akadémiai Bizottság elnöke volt. A Babeș–Bolyai Tudományegyetem Doktori Tudományok Intézetének igazgatója.

## Munkássága
Kutatási területe a statisztikus és számítógépes fizika. Számos nemzetközi kutatási programban vett részt. Legfontosabb önálló eredményei a stochasztikus rezonancia jelenségének a felfedezése mágneses rendszerekben, egy skálatörvény felfedezése töredezésekre és ennek elméleti magyarázata, spirál alakú törések felfedezése száradó granuláris anyagokban, ennek elméleti leírása, társadalmi jelenségek statisztikus fizikai megközelítése, egy új nap-pozíciót megadó szoftver kidolgozása.

## Művei

### Könyvek
- Néda, Z. (1997) Sztochasztikus szimulációs módszerek a fizikában. Erdélyi Tankönyvtanács, Kolozsvár, Románia
- Néda, Z., Libál, A., Kovács, K. (2006): Elemi kvantummechanika. Kolozsvári Egyetemi Kiadó, Kolozsvár, Románia
- A fényre szabott fizika... vagy a speciális relativitás elmélete; Kolozsvári Egyetemi Kiadó, Cluj-Napoca, 2007
- Néda Zoltán–Tyukodi Botond–Kacsó Ágota-Enikő: A klasszikus statisztikus fizika alapjai; Ábel, Cluj-Napoca, 2014

### Tanulmányok
- Néda, Z., Gábos, Z. (1987): On the applicability of the Joos-Weinberg equations – Studia Univ. Babeș-Bolyai, Physica 32(1): 49-53.
- Néda, Z., Popov, M. (1990): Fractals in irradiated UO_2 nuclear fuel study – Materials Sciences Forum 62-64: 783-786.
- Gingl, Z., Néda, Z. (1991): About the fractal structure of the zerosets – Studia Univ. Babeș-Bolyai, Physica 36(1): 45-52.
- Néda, Z., Mócsy, A., Bakó, B. (1993): Structures obtained by mechanical fragmentation of glass plates. – Materials Science and Engineering A 169: L1-L4.
- Néda, Z., Lipi, G. (1993): Instantaneous configurations of the Bloch walls in a two-dimensional and S=1/2 model – Journal of Magnetism and Magnetic Materials 125: L263-268
- Néda, Z., Albert, R., Albert, I., Néda, T. (1994): On the applicability of the Quantum Monte Carlo methods – Studia Univ. Babeș-Bolyai, Physica 39 (1): 91-102.
- Néda, Z. (1994): Curie temperatures for three-dimensional, binary Ising ferro-magnets – Phys. Rev. B 50: 3011-3015.
- Néda, Z. (1994): Curie temperatures for site-diluted Ising ferro-magnets – J. Phys. I (France) 4: 175-179.
- Néda, Z. (1994): Curie temperatures for binary Ising ferromagnets on the square lattice – Rom. Journ. Phys. 39: 575-581
- Néda, Á., Néda, Z. (1994): Influence on the heat-treatment on the thermal diffusivity of NiFe_{2x}Al_xO_4 compounds – Proc. Supp. BPL. 2: 219-220.
- Csernai, L., Néda, Z. (1994): Phase coexistance in Quark-Gluon Plasma – Phys. Lett. B 337: 25-29.
- Ciurchea, D., Pop, A. V., Ilonca, Gh., Néda, Z., Cecal, Al. (1994): Texture and morphology in colloidal graphite – Proc. Supp. BPL 2: 632-633.
- Néda, Z. (1995): Stochastic resonance in Ising systems – Phys. Rev. E 51: 5315-5317.
- Brechet, Y., Néda, Z. (1995): On the Structure of Thermal Cracks in Glass – Europhys. Lett. 32: 475-480.
- Brechet, Y., Bellet, D., Néda, Z. (1995): Patterns in fracture: Drying experiments and thermal shock – In: Ananthakrishna, G., Kubin, L. P., Martin, G. (szerk.): Solid State Phenomena 42-43, Key Engineering Materials 103: 247.
- Néda, Z., Bakó, B., Rees, E (1996): The dripping faucet experiment revised – CHAOS 6: 59-62
- Néda, Z. (1996): Stochastic resonance in 3D Ising ferro-magnets – Phys. Lett. A 210: 125-128
- Néda, Z. (1996): 1/f fluctuations in an electric device with fluorescent tube starter and resistor – Rom. Journ. Phys. 41: 635-628.
- Weygand, D., Brechet, Y., Néda, Z. (1997): Cappilarity-driven interface dynamics: application to grain growth phenomenon – Phil. Mag. B 75: 937-949.
- Néda, Z., Brechet, Y.(1997): A two-step Monte Carlo method for wetting on heterogeneous surfaces – Modelling Simul. Mater. Sci. Eng. 5: 93-103.
- Lu, Z. D., Néda, Z., Csernai, L. P., Sollfrank, J., Ruuscanen, P. V. (1998): Quantum statistical effect in production of K and π mesons – High Energy Physics and Nuclear Physics (chinese edition) 22: 910-914.
- Leung, K.-T., Néda, Z. (1998): Response in kinetic Ising model to oscillating magnetic fields – Phys. Lett. A 246: 505-510.
- Gábos, Z., Néda, Z. (1998): Construction of the Joos-Weinberg equations from Dirac equations – Heavy Ion Physics 8: 323-331.
- Néda, Z., Rusz, A., Ravasz, E., Lakdawala, P., Gade, P. M. (1999): Spatial Stochastic Resonance in one-dimensional Ising Systems – Phys. Rev. E 60: R3463-R3466.
- Néda, Z., Florian, R., Brechet, Y. (1999): Reconsideration of continuum percolation of isotropically oriented sticks in three dimensions – Phys. Rev. E 59: 3717-3719.
- Néda, Z., Brechet, Y. (1999): Thermal fluctuations of domain interfaces in the 2D kinetic Ising model – Studia Univ. Babeș-Bolyai, Physica 44: 1-18.
- Leung, K.-T., Néda, Z. (1999): Non-trivial stochastic resonance temperatures for the kinetic Ising models – Phys. Rev. E 59: 2730-2735.
- Brechet, Y., Néda, Z. (1999): On the circular hydraulic jump – American. J. Phys. 67: 723-731.
- Perez, M., Barbe, J.C., Néda, Z., Brechet, Y., Salvo, L. (2000): Computer simulation of the microstructure and rheology of semi-solid alloys under shear – Acta. Mater. 48: 3773-3782.
- Néda, Z., Ravasz, E., Vicsek, T., Brechet, Y., Barabási, A. L. (2000): Physics of the rhythmic applause – Phys. Rev. E 61: 6987-6992.
- Néda, Z., Ravasz, E., Brechet, Y., Vicsek, T., Barabási, A. L (2000).: The sound of many hands clapping – NATURE 403: 849-850.
- Leung, K. T., Néda, Z. (2000): Pattern formation and selection in quasi-static fracture – Phys. Rev. Lett. 85: 662-665.
- Shiau, Y. H., Néda, Z. (2001): A novel resonance in n-GaAs diodes – Japanese Journal of Applied Physics, Part I. 40: 6675-6676.
- Perez, M., Barbe, J. C., Néda, Z., Brechet, Y., Salvo, L., Suery, M. (2001): Investigation of the microstructure and the rheology of semi-solid alloys by computer simulation – Jornal de Physique IV 11 (PR5): 93-100.
- Nikitin, A., Néda, Z., Vicsek, T. (2001): Dynamics of two-mode stochastic oscillators – Phys. Rev. Lett. 87: 024101.
- Leung, K.-T., Józsa, L., Ravasz, M., Néda, Z (2001): Spiral cracks without twisting – NATURE 410: 166-166.
- Néda, Z., Leung, K.-T., Józsa, L., Ravasz, M. (2002): Spiral cracks in drying precipitates – Phys. Rev. Lett. 88: 095502.
- Farkas, I., Derényi, I., Jeong, H., Néda, Z., Oltvai, Z. N., Ravasz, E., Schubert, A., Barabási, A. L., Vicsek, T. (2002): Networks in life, scaling properties and eigenvalue spectra – Physica A 314: 25-34.
- Barabási, A. L., Jeong, H., Néda, Z., Ravasz, E., Schubert, A., Vicsek, T. (2002): Evolution of the social network of scientific collaborations – Physica A 311: 590-614
- Néda, Z., Volkán-Kacsó, S. (2003): Flatness of the setting Sun – American J. Phys. 71: 379-385.
- Néda, Z., Nikitin, A., Vicsek, T. (2003): Synchronization of two-mode stochastic oscillators: a new model for rhythmic applause and much more – Physica A 321: 238-247.
- Jeong, H., Néda, Z., Barabási, A. L (2003): Measuring preferential attachment in evolving networks – Europhys. Lett. 61: 567-572.
- Néda, Z., Ravasz, M., Balog, A., Derzsi, A. (2005): The species abundances distribution in a neutral community model. – Studia Universitatis Babeș-Bolyai, Physica L2: 63-79.
- Kovács, K., Brechet, Y., Néda, Z. (2005): A spring-block model for Barkhausen noise – Modelling and Simulation in Mat. Sci. Eng. 13(8): 1341-1352.
- Járai-Szabó, F., Aştilean, S., Néda, Z. (2005): Understanding self-assembled nanosphere patterns – Chemical Physics Letters 408: 241-246.
- Coelho, R., Néda, Z. , Ramasco, J. J., Santos, M. A. (2005): A family-network model for wealth distribution in societies – Physica A 353: 515-528.
- Néda, Z., Florian, R., Ravasz, M., Libál, A., Györgyi, G. (2006): Phase transition in an optimal clusterization model. – Physica A 362: 357-369.
- Kovács, K., Néda, Z. (2006): Critical behavior of a spring-block model for magnetization. – J. of Optoelectronics and Advanced Materials 8: 1088-1092.
- Járai-Szabó, F., Kuttesch, A., Aştilean, S., Néda, Z., Chakrapami, N., Ajayan, P. M., Vajtai, R. (2006): Spring-block models for capillarity driven self-organized nanostructures. – J. of Optoelectronics and Advanced Materials 8:1083-1087.
- Ercsey-Ravasz, M., Roska, T., Néda, Z. (2006): Stochastic simulations on the cellular wave computers. – European Physical Journal B 51: 407-411.
- Ercsey-Ravasz, M., Roska, T., Néda, Z. (2006): Random number generator and Monte Carlo type simulations on the CNN-UM. CNNA 2006 proceedings of the 10th IEEE International workshop on Cellular Neural Networks and their applications, Isztambul, Törökország, pp. 47–52.
- Ercsey-Ravasz, M., Roska, T., Néda, Z. (2006): Perspectives for Monte Carlo simulations on the CNN universal machine – Int. J. of Modern Physics C 17: 909-922.
- Santos, M.A., Coelho, R., Hegyi, G., Néda, Z., Ramasco, J.J. (2007): Wealth distribution in modern and medieval societies. – European Physical Journal ST 143: 81-85.
- Kovács, K., Néda, Z. (2007): Disorder-driven phase transition in a spring-block type magnetization model. – Physics Letters A 361: 18-23.
- Járai-Szabó, F., Néda, Z., Aştilean, S., Farcău, C., Kuttesch, A. (2007): Shake-induced order in nanosphere systems. – European Physical Journal E 23: 153-159.
- Járai-Szabó, F., Néda Z. (2007): On the size distribution of Poisson Voronoi cells. – Physica A 385: 518-526.
- Hegyi, G., Néda, Z., Santos, M.A. (2007): Wealth distribution and Pareto’s law in the Hungarian medieval society. – Physica A 380: 271-277.